# Hornelen
Hornelen est une montagne située sur la côte est de l'île de Bremangerlandet dans le comté de Vestland en Norvège.
Elle culmine à 860 m d'altitude, et est considérée comme la plus haute falaise d'Europe. C'est un point de repère pour la navigation maritime.

Taille comparée des plus hautes falaises d'Europe.